# Kleine penseelstaartbuidelmuis
De kleine penseelstaartbuidelmuis (Phascogale calurus) is een roofbuideldier uit het geslacht van de penseelstaartbuidelmuizen. De wetenschappelijke naam van de soort werd voor het eerst geldig gepubliceerd door John Gould in 1844.

## Kenmerken
De kleine penseelstaartbuidelmuis is een muisachtig dier met een opvallende, sterk behaarde staart. De bovenkant van het lichaam is bruingrijs, de onderkant wit tot vuilwit. De bovenkant van de eerste helft van de staart is opvallend rood; de tweede helft is bedekt met lange zwarte haren. De lange, dunne oren zijn roodachtig van kleur. De kop-romplengte bedraagt 95 tot 125 mm, de staartlengte 120 tot 145 mm en het gewicht 38 tot 70 g.

## Leefwijze
Het gedrag van deze soort lijkt op dat van zijn verwant, de tafa (Phascogale tapoatafa). Na drie weken paartijd in juli sterven alle mannetjes. Vrouwtjes krijgen na een zwangerschap van 28 tot 30 dagen tot 13 jongen, maar slechts 8 daarvan kunnen een plaats aan de mammae van de moeder bemachtigen. De jongen zijn na ongeveer vier maanden onafhankelijk.

## Voorkomen
De soort komt voor in open bos in de wheatbelt van het zuidwesten van West-Australië. Deze soort is uitgestorven in open bos in het midden en zuiden van Australië en ook in West-Australië wordt hij bedreigd.
Kleine penseelstaartbuidelmuis (Phascogale calura) · Phascogale pirata · Tafa (Phascogale tapoatafa)